# Pau Soldevila
Pau Soldevila (? – 1797) fou un mestre de capella català.
L’any 1747, va instar la col·lació del benefici de Santa Maria de la basílica de Castelló d'Empúries i l’any 1760, després de la mort d'Esteve Prat, va ocupar el magisteri de la seva capella; després d’haver estat presentat pels regidors al de Santa Llúcia de l’hospital, unit al magisteri de cant.
Va ocupar aquest càrrec fins a l’any de la seva mort, 1797.

## Referència
1. 1 2  Gregori i Cifré, Josep M.; Salgado Cobo, Elena «La Capella de música de Santa Maria de Castelló d'Empúries i els compositors del seu fons musical». Fons de la basílica de Santa Maria de Castelló d'Empúries, 2013.